# Antoine Haumont
Pour les articles homonymes, voir Haumont.
 (juin 2021).
Si vous disposez d'ouvrages ou d'articles de référence ou si vous connaissez des sites web de qualité traitant du thème abordé ici, merci de compléter l'article en donnant les références utiles à sa vérifiabilité et en les liant à la section « Notes et références ».
Antoine Haumont est un géographe français, né le 7 mars 1935 à Paris et mort le 16 août 2016 dans la même ville.
Attaché à l'interdisciplinarité, ses enseignements et ses recherches ont été en interrelation permanente avec d'autres savoirs scientifiques que la géographie, comme l’histoire, la sociologie et la démographie.

## Biographie

### Famille
Antoine Haumont est le fils de Jacques Haumont, éditeur, et de Madeleine Odier, ingénieur chimiste.

### Formation
Après des études classiques à Paris au lycée Claude Bernard, où il reçoit notamment les enseignements de Louis Poirier (alias Julien Gracq) en histoire et géographie, Antoine Haumont s’engage en 1954 dans des études de géographie. Il poursuit sa formation à l’Institut de géographie sous la houlette de Jean Dresch, spécialiste de géographie physique et du développement, et de Pierre George, spécialiste de géographie urbaine et maître incontesté de « la géographie active ».
En 1956, il obtient un Diplôme d’Études Supérieures sur « Origine et composition socio-professionnelle de la population de Boulogne-Billancourt dans les dix dernières années (1946-1956) » sous la direction de Pierre George, puis en 1957 il obtient le CAPES, suivi en 1961 de l’agrégation de géographie.

### Enseignement
Après un premier poste au lycée de Louviers (1959), il enseigne au lycée Paul-Valéry à Paris (1961) où il intervient en classe préparatoire au concours de l’École des HEC.
C’est durant ces périodes de formation et de premiers emplois que se noue la trame pluridisciplinaire qui soutiendra nombre de ses travaux et recherches ultérieurs : géographie évidemment et démographie, mais aussi histoire et sociologie.
En 1965, Pierre George fait appel à lui comme assistant à l’Institut de géographie. En 1970 il sera nommé maître de conférences à l’Université Paris 7, un poste qu’il occupera jusqu’en 2000. Il y prendra la responsabilité du cursus « Administration économique et sociale » (AES) qui remplacera Sciences de la société, créé notamment par Guy Dhoquois. Parallèlement à ces enseignements principaux, il est de 1969 à 1970 directeur de recherche à l’éphémère Institut de l’environnement, créé dans la foulée des évènements de 1968 ; à partir de 1973, il est aussi  maître de conférences à l’École Nationale des Ponts et Chaussées, puis, en 1983, professeur dans cette même École au sein de l’Atelier d’urbanisme où il assure jusqu’en 1999 une formation au Master « Aménagement et maîtrise d’ouvrage urbaine» (AMUR)   avec Pierre Riboulet, architecte et Pierre Merlin, géographe, ingénieur, urbaniste.

### Vie privée
Il se marie avec Nicole Haumont, née Faivre, en 1958.
Il est inhumé au cimetière du Montparnasse (division 1).

## Recherche
En 1962, il participe avec Henri Raymond et Nicole Haumont à la création de l’Institut de Sociologie Urbaine (ISU) placé sous la présidence d’Henri Lefebvre. En 1986, il fait partie de l’équipe fondatrice du Centre de Recherche sur l’Habitat (CRH), équipe associée au CNRS, qui trouve place dans l’École d’architecture de Nanterre.
Au sein de ces équipes, il participe à des recherches collectives sur les modalités de l’urbanisation en France, les équipements urbains, les modes de vie et l’habitat et développe ses propres lignes de recherche qui portent principalement sur l’urbanisation, les mobilités urbaines, et les pratiques sportives.
En 1966, la publication des travaux sur les pavillonnaires fera connaître ses auteurs et l’ISU bien au-delà du monde restreint des chercheurs, des aménageurs et des administrations : cette recherche, qui a nourri les débats d’alors sur le meilleur habitat (individuel ou collectif), initiera de très nombreuses recherches ultérieures sur les modes de vie, le logement et les modèles de l’habiter, ainsi que sur les modalités des enquêtes par entretiens et les conditions d’exploitation de ces derniers. Ces ouvrages constituent encore aujourd’hui des références dans les écoles d’architecture et les instituts d’urbanisme. Dans la trilogie publiée en 1966, le volume L’habitat pavillonnaire porte plus spécifiquement la marque d’Antoine Haumont : il tisse de très nombreuses relations entre les héritages historiques des situations étudiées et leurs expressions contemporaines, tant en termes morphologiques qu’en termes démographiques. Histoire, géographie et démographie se rencontrent, avec une large prise en compte des différences ou des similitudes dans les modes de vie. La pluridisciplinarité s’affirme : l’espace, ses formes et ses usages peuvent de moins en moins facilement se satisfaire de la seule approche géographique.

## Administration
Antoine Haumont n'a jamais séparé ses activités d’enseignant et de chercheur, de ses engagements dans la cité comme militant syndical et politique.
Il a assuré la direction de l’UFR de géographie à l’université Paris 7 (1976-1978 et 1991-1994), les responsabilités de chargé de mission auprès du département des Sciences de l’homme et de la société du CNRS pour la création de la commission transversale Architecture, Urbanisme, Société (AUS), et du Programme Interdisciplinaire de Recherche sur l’Environnement (PIREN) de 1982 à 1989. De 1995 à 2000, il a été membre de la commission 39 «  Espaces, territoires et sociétés » du Comité national du CNRS au sein de laquelle il a soutenu la place de la recherche architecturale.

## Publications

### L'urbanisation
- 1967. « Les quartiers dans trois communes de la banlieue parisienne », Cahiers de l’I.A.U.R.P., vol. 7, 25 p.
- 1968. « Quelques caractéristiques des agglomérations françaises de plus de 50 000 habitants en 1962 », Revue française de sociologie, 9-2, pp. 222-250 (en coll.).
- 1973. «Paris », Notes et études documentaires,  les grandes villes du monde, La documentation française,  61 p.
- 1973.  L’espace du travail dans la ville, Paris, ISU, 183 p.
- 1991. « L’Ile de France, développement, aménagement et environnement », Les Annales de la recherche urbaine, n° 50, pp. 5-14.
- 2000. « Les métropoles des pays développés dans la transition urbaine », in Dureau F. Métropoles en mouvement. Une comparaison internationale, Anthropos-Economica, pp.31-47.
- 2009. Le littoral en projets, Parenthèse, 341p. (en coll.).

### L’habitat
- 1966. L’habitat pavillonnaire, Paris, Centre de Recherche d’Urbanisme 1966, 4e rééd. 2001, L’Harmattan, 114 p. (en coll.).
- 1971. La copropriété, Paris, Centre de Recherche d’Urbanisme, 209 p. (en coll.).
- 1980. Les cadres supérieurs de l’industrie : mode de vie et habitat, ISU, Paris,  260 p. (en coll.).
- 1989. « Les habitants des lotissements : des identités variées », Villes en parallèle, n° 14, pp. 172-181.
- 2008. Apport des enquêtes, des recherches et des expérimentations sur les relations entre les modes de vie et les formes de l’habitat urbain : une synthèse, Plan Urbanisme Construction et Architecture, 49 p., bibliogr.

### Sport, équipements et pratique sportive
- 1969. Les équipements sportifs dans la Région parisienne, Paris, Institut de Sociologie urbaine/District de la Région parisienne,  205 p.
- 1987. « La pratique sportive », in Thomas R. (dir.), Sociologie du sport, Paris, PUF, pp. 65-150.
- 1992. Le logement comme équipement sportif, Nanterre, Centre de Recherche sur l’Habitat,
- 140 p.  (en coll.).
- 1998. « Le sport post-moderne dans les villes des États-Unis. Expansion, diversité et concentration des      classes moyennes. », Les Annales de la recherche urbaine, n° 79, pp. 22-32.
- 2010. « Dimanche » in Attali M. et Saint-Martin J., Dictionnaire culturel du sport, Armand Colin, pp. 48-55.

### La mobilité urbaine
- 1972.  Aspects sociologiques du transport. Paris, ISU/D.G.R.S.T., 43 p.
- 1977. La mobilité des citadins. Mobilité et modes de vie, ISU, Paris, 149 p. (en coll).
- 1978. Mobilité et espaces urbains, I.S.U., Paris, 156 p. (en coll).
- 1980. « La mobilité dans les modes de vie des citadins », in L’automobile et la mobilité des Français,  La Documentation française, Paris, 7 p.
- 1981 Stratégies parentales et déplacements des enfants de cadres supérieurs,  ISU, Paris,
- 119 p. (en coll.).
- 1983. Stratégies parentales et déplacements des enfants d’ouvriers, ISU, Paris, 89 p. (en coll.).
- 1986. Les déplacements de courte durée dans les modes de vie urbains, ISU, Paris, 1986, 61 p.
- 1988. « Mobilité quotidienne et formes urbaines », Villes en parallèle n° 12-13, pp. 176-187.
- 1993.  « La mobilité intra-urbaine, rétrospectives et prospective », Les Annales de la recherche urbaine, n°59-60,  pp. 108-126.
- 2000. « Mobilité quotidienne dans la société salariale », in Bonnet M. Desjeux D. (dir.), Les territoires de la mobilité, PUF, pp.141-154.
- 2001. « Le contrat de mobilité » in Lassave P. et Haumont A. (éd.) Mobilités spatiales. Une question de société, L’Harmattan, Paris, 195 pp. 185-193.
- 2006. « Le droit à la mobilité : vers un cadre contractuel renouvelé ? » in Bonnet M., et Aubertel P. (dir.), La ville aux limites de la mobilité, PUF, pp 47-57.